# 老挝工会联合会
老挝工会联合会是目前老挝唯一的全国性工会联合会。该组织直接接受老挝人民革命党領導。该组织的总部位于万象。该组织有17万8千名成员，其中女性成员7万1千名。该组织是世界工会联合会的成员。